# Hong Kong en los Juegos Paralímpicos de Río de Janeiro 2016
Hong Kong estuvo representado en los Juegos Paralímpicos de Río de Janeiro 2016 por un total de 24 deportistas, 15 mujeres y nueve hombres.

## Medallistas
El equipo paralímpico hongkonés obtuvo las siguientes medallas:
| Nombre                                         | Deporte                    | Evento                        |
| ---------------------------------------------- | -------------------------- | ----------------------------- |
| Oro                                            |                            |                               |
| Leung Yuk Wing                                 | Bochas                     | Individual BC4 mixto          |
| Tang Wai Lok                                   | Natación                   | 200 m libre S14 masculino     |
| Plata                                          |                            |                               |
| Yu Chui Yee                                    | Esgrima en silla de ruedas | Florete individual A femenino |
| Chan Yui Chong Yu Chui Yee Ng Justine Charissa | Esgrima en silla de ruedas | Espada por equipos femenino   |
| Bronce                                         |                            |                               |
| Chan Yui Chong                                 | Esgrima en silla de ruedas | Espada individual B femenino  |
| Ng Mui Wui                                     | Tenis de mesa              | Individual 11 femenino        |